# Otting
Otting è un comune tedesco di 803 abitanti, situato nel land della Baviera.